# 알렉스 허쉬
알렉산더 로버트 "알렉스" 허쉬(Alexander Robert "Alex" Hirsch, 1985년 6월 18일 ~ )는 미국의 애니메이터, 스토리보드 아티스트, 성우, 그리고 텔레비전 프로듀서다. 그는 디즈니 XD의 텔레비전 애니메이션 시리즈 《디퍼와 메이블의 미스터리 모험》의 창작자로 가장 잘 알려져 있다. 이 프로그램에서 허쉬는 몇몇 등장인물의 목소리를 맡기도 했다. 이전에는 카툰 네트워크 시리즈인 《이상한 바다의 플랩잭》에서, 디즈니 채널의 《어항 속의 하이틴》에서 스토리보드 아티스트로 일했다.

## 생애
허쉬는 1985년 6월 18일 캘리포니아주 피드몬트에서 태어났고, 피드몬트 고등학교를 다녔다. 이후 캘리포니아 인스티튜트 오브 디 아츠를 졸업했다. 그는 이 대학에서 《미스터리 모험》의 아트 디렉터를 맡게 될 이안 워렐과 룸메이트로 지냈다.
허쉬는 《이상한 바다의 플랩잭》의 작가와 스토리보드 아티스트로 처음 경력을 쌓았다. 여기서 동료 애니메니터인 J. G. 퀸텔, 펜들턴 워드와 함께 작업하기도 했다. 허쉬는 이후 디즈니 채널로 직장을 옮겼으며, 《어항 속의 하이틴》에서 맥스웰 아톰스와 시리즈를 개발했다. 허쉬는 같은 회사에서 《디퍼와 메이블의 미스터리 모험》을 계획했고, 이는 2012년 6월 15일 초연되었다. 2013년 《피니와 퍼브》의 에피소드 〈Terrifying Tri-State Trilogy of Terror〉에서 'Officer Concord the Juice Time Juice Box Flavor Cop'이라는 캐릭터의 목소리를 제공했다.
2015년 말 하쉬는 앨리 괴르츠의 뮤직 비디오 〈Dance Bitch〉에서 카메오로 등장했다. 2016년 1월 6일 《버라이어티》는 하쉬가 폭스 방송과 새로운 애니메이션 시리즈 제작 계약을 맺었다고 보도했다. 하쉬는 새로운 포켓몬스터 영화에서 니콜 펄먼과 함께 각본을 집필하게 되었다.

## 사생활
허쉬는 친여동생으로 아리엘 허쉬가 있으며, 로런 허쉬를 비롯한 세 명의 이복 자매가 있다.
《디퍼와 메이블의 미스터리 모험》은 허쉬 자신이 어릴 적 여동생과 보낸 여름 방학에서 영감을 받았다. 피드몬트에 살며 여동생과 트릭 오어 트릿을 외친 것 등 프로그램의 대다수를 자신의 삶에서 가져왔다. 《디퍼와 메이블의 미스터리 모험》의 주역 중 하나인 메이블 파인즈는 자신의 쌍둥이 여동생인 아리엘 허쉬에서 영감 받은 것이다. 작 내에서 메이블이 돼지 한 마리를 갖게 되는데, 이것은 어린 아리엘이 항상 원했던 것이다.
2002년에 피드몬트 고등학교에서 주최한 연례 새 불러모으기 대회에서 우승했으며, 《레이트 쇼 위드 데이비드 레터먼》에 등장하여 그레이트블루헤론을 부르는 소리를 냈다.
그는 《디퍼와 메이블의 미스터리 모험》의 스토리보드 아티스트인 데이나 테라스와 사귀고 있다.

## 참여 작품

### 영화
| 연도 | 제목                  | 감독   | 프로듀서 | 각본가 | 성우   | 역할 | 비고              |
| ---- | --------------------- | ------ | -------- | ------ | ------ | ---- | ----------------- |
| 2006 | 《오프 더 월》        | 예     | 예       | 예     | 예     | 월비 | 단편              |
| 2006 | 《이매지너리 프렌드》 | 예     | 예       | 예     | 예     | 월리 | 단편              |
| TBA  | 《명탐정 피카츄》     | 아니요 | 아니요   | 예     | 아니요 |      | 첫 장편 영화 참여 |

### 텔레비전
| 연도      | 제목                              | 프로듀서 | 각본가 | 스토리보드 아티스트 | 성우   | 역할                                              | 비고                                                |
| --------- | --------------------------------- | -------- | ------ | ------------------- | ------ | ------------------------------------------------- | --------------------------------------------------- |
| 2008–2009 | 《이상한 바다의 플랩잭》          | 아니요   | 예     | 예                  | 아니요 |                                                   |                                                     |
| 2010–2014 | 《어항 속의 하이틴》              | 아니요   | 예     | 예                  | 예     | 클라맨사 플럼블 추가 성우                         | 또한 크리에이티브 컨설턴트                          |
| 2012–2016 | 《디퍼와 메이블의 미스터리 모험》 | 예       | 예     | 예                  | 예     | 그렁클 스탠 수스 라미레즈 맥거켓 빌 사이퍼 노움들 | 창작자, 작가, 제작 책임자                           |
| 2013      | 《피니와 퍼브》                   | 아니요   | 아니요 | 아니요              | 예     | 콘워드 경관                                       | 에피소드 〈Terrifying Tri-State Trilogy of Terror〉 |
| 2015      | 《릭 앤 모티》                    | 아니요   | 아니요 | 아니요              | 예     | 토비 매튜                                         | 에피소드 〈Big Trouble in Little Sanchez〉          |
| 2016      | 《완다가 간다》                   | 아니요   | 아니요 | 아니요              | 예     | 노인 수시 두 추가 성우                            | 에피소드 〈The Cartoon〉                            |
| 2020      | 《디 아울 하우스》                | 아니요   | 아니요 | 아니요              | 예     | 킹 후티                                           | 에피소드 〈A Lying Witch and a Warden〉             |

### 비디오 게임
| 연도 | 제목                                    | 역할      |
| ---- | --------------------------------------- | --------- |
| 2014 | 《디즈니 인피니티: 마블 슈퍼 히어로즈》 | 추가 성우 |
| 2015 | 《디즈니 인피니티 3.0》                 | 추가 성우 |